# Viking Supply Ships AS
Viking Supply Ships AS  är ett 1974 grundat norskt rederi med verksamhetsbas i Köpenhamn i Danmark. Det har varit ett dotterföretag till investeringsföretaget Kistefos i Oslo, men är numera dotterföretag till Viking Supply Ships AB i Göteborg, som till 2015 hette  Rederi AB Transatlantic. Viking Supply Ships driver offshorefartyg som ankarhanteringsbåtar, plattformsbåtar och läktare för kunder inom offshore-industrin i Nordsjön, med speciell inriktning på polarvatten. 
Koncernen äger också Trans Viking Icebreaking & Offshore, som på kontrakt sköter svenska Sjöfartsverkets fem isbrytare sedan 2000.